# Estação Zaretchnaia (metro de Níjni Novgorod)
Zaretchnaia (em russo:  Заречная) é uma das estações da linha Avtosavodskaia (Linha 1) do Metro de Níjni Novgorod, na Rússia. Estação «Zaretchnaia» está localizada entre as estações «Dvigatielh Revoliutsii» e «Leninskaia».